# Farbrausch
Farbrausch, auch farb-rausch, ist eine deutsche Demo-Gruppe.

## Geschichte
Mit der Veröffentlichung des Intros fr-08: .the .product im Dezember 2000 hat Farbrausch in der Demoszene große Bekanntheit erzielt. Ihr Demo fr-025: the.popular.demo, das auf der Breakpoint 2003 veröffentlicht wurde, hat auch weit über die Grenzen der Szene hinaus Bekanntheit erlangt.
2004 brachte die Unterabteilung von farbrausch .theprodukkt einen nur 96 kB kleinen Ego-Shooter namens .kkrieger heraus, außerdem die frühe Version eines Werkzeuges zum Erstellen von Demos namens .werkkzeug.
Farbrausch gibt allen Veröffentlichungen einen „Produktcode“, im Format „fr-0#“. Die Nummer stehen nicht im Zusammenhang mit dem Veröffentlichungsdatum, sondern bezeichnen laut Mitgliedern von farbrausch die Reihenfolge, in der mit den Arbeiten am Projekt begonnen wurde. Nicht ganz ernst gemeinte Produktionen erhalten zusätzlich ein „minus“ im Namen.
Sowohl The.Popular.Demo als auch debris. sind laut dem vergleichenden Index Pouët zwei der beliebtesten Demos. Die Werke von farbrausch haben zahlreiche Preise der Demoszene gewonnen: The.Popular.Demo gewann 2003 den „Public Choice Award“ der Scene.org-Auszeichnungen, .debris 2007 den Preis für die beste Regie.
Die thematischen Inhalte der Farbrausch-Demos sind betont unterschiedlichst und reichen von futuristisch-abstrakter Technologie zu moderner Kunst, dystopischer Atmosphären. Neben der vereinheitlichenden Eigenschaft, der durch den Namen Farbrausch bereits wiedergegeben ist, veräußert die Gruppe ein intrinsisches Verständnis über Qualität in den Details.
Im April 2012 veröffentlichte Farbrausch den Quelltext vieler ihrer Demos auf GitHub entweder unter der BSD-Lizenz oder in die Public Domain.